# Ben Walter
 Ben James Walter (* 11. Mai 1984 in Beaconsfield, Québec) ist ein ehemaliger kanadischer Eishockeyspieler und derzeitiger -trainer, der im Verlauf seiner aktiven Karriere zwischen 2002 und 2018 unter anderem 24 Spiel für die Boston Bruins, New York Islanders und New Jersey Devils in der National Hockey League (NHL) auf der Position des Centers bestritten hat. Darüber hinaus absolvierte Walter über 600 weitere Partien in der American Hockey League (AHL). Er ist der Sohn des ehemaligen Eishockeyspielers Ryan Walter.

## Karriere
Walter spielte in seiner Jugend zwischen 2000 und 2002 für zwei Jahre bei den Langley Hornets in der British Columbia Hockey League (BCHL). Danach ging er auf die University of Massachusetts Lowell, wo er für die River Hawks in der Hockey East, einer Division im Spielbetrieb der National Collegiate Athletic Association (NCAA), spielte. In seiner dritten Spielzeit für die Universität erreichte er 39 Scorerpunkte in 34 Spielen und wurde er ins Second All-Star Team der Division gewählt. 
Nach drei Jahren, in denen er im NHL Entry Draft 2004 in der fünften Runde an 160. Stelle von den Boston Bruins aus der National Hockey League (NHL) ausgewählt worden war, unterschrieb er am 31. August 2005 einen NHL-Einstiegsvertrag über drei Jahre bei den Bruins. Er begann seine erste Profisaison bei den Providence Bruins, dem Farmteam Bostons, in der American Hockey League (AHL). Am 12. Januar 2006 gab Walter sein NHL-Debüt bei den Boston Bruins im Spiel gegen die Los Angeles Kings. Insgesamt kam er zu sechs NHL-Einsätzen, während er in 62 Spielen mit Providence 40 Punkte erreichte. Die Einsatzsituation setzte sich auch in der folgenden Spielzeit fort, ehe er am 11. September 2007 im Tausch gegen Petteri Nokelainen an die New York Islanders abgegeben wurde.

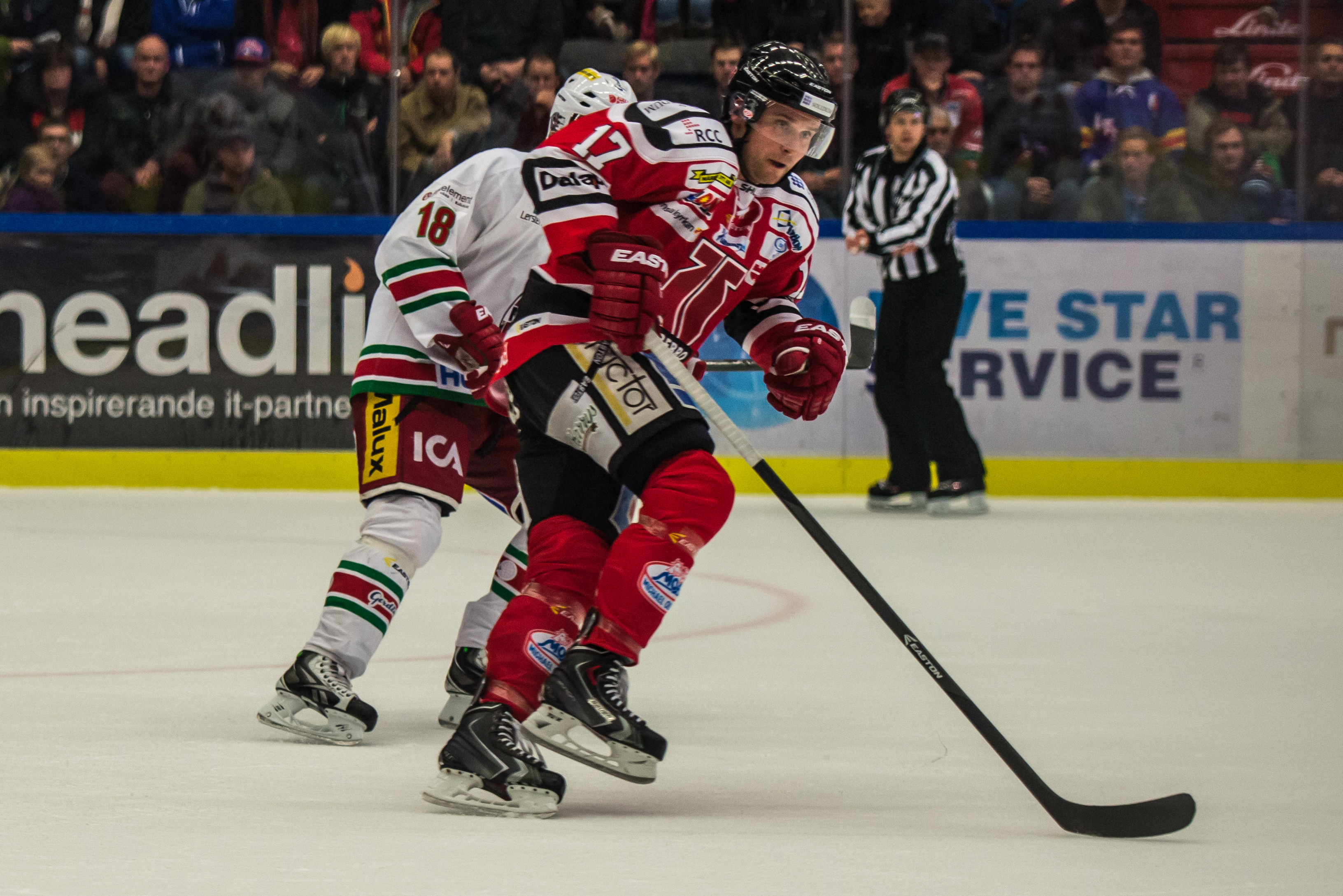
Walter im Trikot des Örebro HK (2013)

Für die Saison 2007/08 wurde der Angreifer zunächst zu den Bridgeport Sound Tigers in die AHL beordert, bevor er für die Islanders am 3. November 2007 sein erstes Spiel gegen die Pittsburgh Penguins bestritt. In dieser Saison kam er nur auf acht Einsätze für die Islanders, während er eine wichtige Rolle bei den Sound Tigers erfüllte und in 68 Spielen 20 Tore und 46 Assists erreichte. Nach der Spielzeit wurde Walters Vertrag um ein weiteres Jahr. Am 30. Juni 2009 wurde die Transferrechte des Stürmers im Tausch gegen Tony Romano an die New Jersey Devils abgegeben. Bei den Devils erhielt er einen Einjahresvertrag und wurde bei den Lowell Devils in der AHL eingesetzt. Auch in Diensten New Jerseys pendelte Walter zwischen NHL- und AHL-Kader. Im Juli 2010 unterzeichnete der Kanadier einen Einjahresvertrag bei der Colorado Avalanche. Dort wurde Walter deren Farmteam Lake Erie Monsters in der AHL zugewiesen. Im Sommer 2011 wechselte Walter nach nur einem Jahr erneut den Klub und schloss sich für zwei Jahre der Organisation der Calgary Flames an, wo er abermals dem Farmteam Abbotsford Heat zugewiesen wurde.
Nach dem Abschluss der Saison 2012/13 zog Walter nach Europa und er unterschrieb einen Einjahresvertrag beim Örebro HK aus der Svenska Hockeyligan (SHL). Das Engagement beim schwedischen Klub dauerte aber nur bis zum Jahresende an, als er am 29. Dezember 2013 in die finnische Liiga zu Jokerit Helsinki wechselte und dort die Spielzeit beendete. Zur Spielzeit 2014/15 wechselte Walter zum österreichischen Klub EC Red Bull Salzburg in die österreichische Erste Bank Eishockey Liga (EBEL). Mit den Roten Bullen gewann der Mittelstürmer am Saisonende den Österreichischen Meistertitel. Den Titel verteidigte er nach einer zwischenzeitlichen Vertragsverlängerung im folgenden Jahr mit dem Team.
Im Sommer 2016 kam mit Greg Poss ein neuer Trainer nach Salzburg, woraufhin Walter nach Japan zu den Nippon Paper Cranes wechselte. Nach Ende des einjährigen Engagements in Ostasien in der Asia League Ice Hockey (ALIH) kehrte der Kanadier im Juli 2017 nach Österreich zurück. Dort schloss er einen Vertrag mit dem EC VSV über die Laufzeit von einem Jahr ab. Anschließend beendete der 34-Jährige seine aktive Karriere und begann als Trainer zu arbeiten. Nachdem Walter zunächst zwischen 2020 und 2022 im Trainerstabbei den Nanaimo Clippers in der BCHL tätig gewesen war, wurde er im Sommer 2022 als Cheftrainer der Eishockeymannschaft der Trinity Western University im Spielbetrieb der kanadischen Collegeliga U Sports vorgestellt.

## Erfolge und Auszeichnungen
- 2005 Hockey East Second All-Star Team
- 2015 EBEL-Meister und Österreichischer Meister mit dem EC Red Bull Salzburg
- 2016 EBEL-Meister und Österreichischer Meister mit dem EC Red Bull Salzburg

## Karrierestatistik
(Legende zur Spielerstatistik: Sp oder GP = absolvierte Spiele; T oder G = erzielte Tore; V oder A = erzielte Assists; Pkt oder Pts = erzielte Scorerpunkte; SM oder PIM = erhaltene Strafminuten; +/− = Plus/Minus-Bilanz; PP = erzielte Überzahltore; SH = erzielte Unterzahltore; GW = erzielte Siegtore; 1 Play-downs/Relegation; Kursiv: Statistik nicht vollständig)